# Кимбангу, Симон
Симон Кимбангу (фр. Simon Kimbangu; 12 сентября 1887 — 12 октября 1951) — протестантский (баптистский) катехет и священник из Бельгийского Конго, плотник из Стэнли-Пула, основатель кимбангизма. Приобрел большое влияние среди проповедников, появившихся из афрохристиан в 20-х годах XX века.

## Биография
Кимбангу объявил, что с неба сойдёт огонь, который 21 октября 1921 года сожжет всех белых. В 1921 году объявил себя «чёрным Иисусом», освободителем от колониального зла. Представлял колонизаторов из Африки порождением сатаны, призывая к их изгнанию. Последователи Кимбангу отказывались подчинятся законам белокожих, отказывались платить налоги.
Говорили, что скоро придут американские негры и освободят своих собратьев; это было отзвуком гарвеизма, популярного в те годы.
Говорили также, что скоро придет Христос и прогонит всех белых.
Однако кибангисты держали себя спокойно, не было никаких насилий над европейцами, не было даже и пассивного
сопротивления европейским властям.
Через некоторое время Кибанги арестовали; толпа пыталась отбить его, солдаты открыли огонь, были убитые и раненые. Воспользовавшись замешательством, Кибанги скрылся, что подняло его престиж среди участников движения. Он укрылся в одной из деревень, и полиция не могла его обнаружить.
В районе Киншасы было объявлено военное положение, на улицах города установлены пулемёты.
Чтобы избежать кровопролития, Кибанги сам сдался полиции. (рус.)
Кимбангу был арестован колониальными властями и приговорён военным судом к смертной казни, которую затем ему заменили пожизненной каторгой. Около 30 лет Бельгийские власти держали Кимбангу в тюрьме в Элизабетвилле, где Симон и скончался.
Был объявлен своими последователями пророком.
Основанная им церковь была признана бельгийскими колониальными властями, и в настоящее время (2000) насчитывает около 6 млн последователей в Конго и соседних странах.